# Джозеф Чиполіна
Джозеф Чиполіна (англ. Joseph Chipolina, нар. 14 грудня 1987) — гібралтарський футболіст, півзахисник клубу «Лінкольн».

## Клубна кар'єра
У дорослому футболі дебютував 2006 року виступами за команду клубу «Реал Ліненсе», в якій провів п'ять сезонів, взявши участь у 108 матчах чемпіонату.  Більшість часу, проведеного у складі «Реал Ліненсе», був основним гравцем команди.
Протягом 2011—2012 років захищав кольори команди клубу «Сан-Роке».
Своєю грою за останню команду привернув увагу представників тренерського штабу клубу «Сент-Джозефс», до складу якого приєднався 2013 року. Відіграв наступний сезон своєї ігрової кар'єри.
До складу клубу «Лінкольн» приєднався 2014 року. Відтоді встиг відіграти за гібралтарський клуб 2 матчі в національному чемпіонаті.

## Виступи за збірну
Після прийняття Гібралтару до УЄФА 2013 року дебютував в офіційних матчах у складі національної збірної Гібралтару. Наразі провів у формі головної команди країни 5 матчів.
| Дата       | Місто     | Господарі | Результат | Гості             | Турнір           | Голи | Примітки |
| ---------- | --------- | --------- | --------- | ----------------- | ---------------- | ---- | -------- |
| 19-11-2013 | Фару      | Гібралтар | 0 – 0     | Словаччина        | товариський матч | -    |          |
| 01-03-2014 | Гібралтар | Гібралтар | 1 – 4     | Фарерські острови | товариський матч | -    |          |
| 05-03-2014 | Гібралтар | Гібралтар | 0 – 2     | Естонія           | товариський матч | -    |          |
| Усього     |           | Матчів    | 3         |                   | Голів            | 0    |          |

## Титули і досягнення
- Чемпіон Гібралтару (6):

«Лінкольн Ред Імпс»: 2014-15, 2015-16, 2017-18, 2018-19, 2020-21, 2021-22
- Володар Кубка Гібралтару (4):

«Лінкольн Ред Імпс»: 2014-15, 2016, 2021, 2022
- Володар Суперкубка Гібралтару (4):

«Лінкольн Ред Імпс»: 2014, 2015, 2017
«Бруно Мегпіс»: 2023